# Genética inversa

Diagrama que ilustra el proceso de desarrollo de una vacuna contra la gripe aviar mediante técnicas de genética inversa

La genética inversa es una disciplina genética que, partiendo del conocimiento de un fragmento de ADN clonado o secuenciado, investiga sobre su función biológica alterando dicho ADN mediante mutación, generalmente a nivel masivo. Dicha mutación puede ser puntual, por sustitución de nucleótidos, o más drástica, por ejemplo mediante silenciamiento de genes completos. En cambio, la genética tradicional trata de  averiguar la secuencia genética que produce una función conocida. Para tratar de averiguar qué secuencia produce dicho fenotipo conocido, se produce un cambio en dicho ADN, y se observa que efectos ha tenido en el organismo. 
Generalmente, para efectuar dicho estudio se emplean enfoques globales, genómicos, y por ello sus técnicas, como son el empleo de micromatrices de ADN. Un ejemplo de enfoque de genética inversa es el tilling, en el cual se induce mediante etilmetanosulfonato una mutagénesis en lotes de individuos completos, tras la cual se efectúa un análisis mediante PCR de los mutantes obtenidos.
Hoy en día el término genética inversa se utiliza para expresar el descubrimiento de la causa de una enfermedad hereditaria, empezando por el gen responsable hasta llegar a la enzima defectuosa.
Gracias a las investigaciones en este campo se ha descubierto la causa de enfermedades como la fibrosis quística o la distrofia muscular de Duchenne, aunque también se han producido nuevos y mejores medicamentos de una forma más rápida.

## Técnicas usadas

### Mutagénesis aleatoria
Primero se clona el gen cifrando el receptor, y a continuación se introducen mutaciones al azar dentro de la secuencia genética, creando una biblioteca que contiene cientos de variantes del gen. Cada variante del gen tiene mutaciones diferentes por lo que cada una alterará la secuencia aminoacídica para la que codifica, cambiando por tanto la proteína. 
A continuación, a partir de esa biblioteca, se pueden conseguir cepas donde el receptor se exprese y que tenga las propiedades que queremos analizar. Podemos seleccionar esas variantes en función a su sensibilidad a la temperatura, o los ligandos  que las activan, por ejemplo, mediante alguna de las técnicas de “screening” masivo.
Hay varios métodos para conseguir dichas bibliotecas. Se utilizan los mismos agentes mutágenos que en la genética clásica, como son agentes químicos, radiación,… A continuación se describen algunos ejemplos.

#### Cepas mutantes
La secuencia salvaje se clona en un plásmido y se transforma en una cepa mutante. Como resultado, cada copia del plásmido replicado tiene muchas posibilidades de ser diferente del fenotipo salvaje. Una ventaja de este sistema es que una gran variedad de mutaciones pueden ser incluidas, incluyendo sustituciones y deleciones. La desventaja es que si la cepa sigue acumulando mutaciones en su propio genoma, se necesitan muchos pasos en cuanto a crecimiento de la cepa, aislamiento de plásmidos y transformación de los mismos para obtener una biblioteca útil.

#### Mutagénesis insercional
Se utilizan transposones  que insertan al azar secuencias de 15 pares de bases en la secuencia genética que queremos analizar ya esté aislada o incluida en un plásmido. Inserta 5 codones en la secuencia, permitiendo que cualquier gen con una inserción se exprese. Como las inserciones son al azar, cada copia de la secuencia será diferente, por lo que se crea una biblioteca.

#### DNA shuffling
Se obtienen copias de una biblioteca y se mezclan al azar. Esto se hace digiriendo la biblioteca con DNasas y uniendo los fragmentos resultantes mediante técnicas de PCR. Se genera diversidad por la recombinación de mutaciones de genes individuales, ya que se produce entrecruzamiento entre  secuencias homólogas. 

### Mutagénesis dirigida
Se crea una mutación en un sitio en concreto del DNA. Puede cambiar regiones reguladoras en el promotor de un gen o hacer que cambie la secuencia aminoacídica para la que codifica variando con ello la función de la proteína.  Se puede usar también para crear alelos nulos para que el gen deje de ser funcional. 
El proceso básico comienza sintetizando un primer de DNA corto, que contenga el cambio de base de interés. A continuación se hibrida con una monocadena de DNA que contenga el gen a analizar. Después, la cadena resultante se extiende con una DNA polimerasa, que copia el resto del gen. Una vez obtenida la molécula dúplex, se introduce en la célula hospedadora y se clona. Por último, seleccionamos los mutantes. Existen diversos mecanismos para llevarla a cabo, siendo quizás el más desarrollado aquel en el que interviene la PCR.
En la mutagénesis dirigida por PCR, se seleccionan dos primers diferentes para que se unan a partes específicas del DNA, uniéndose ambos a los extremos 5’, cada uno en uno, uniéndose entonces los dos primers que habíamos seleccionado a sus lugares correspondientes. Uno de los primers corresponde al fenotipo normal y el otro al fenotipo mutante. A continuación la polimerasa realiza su función completando las moléculas dúplex, es decir, a partir de una dúplex se han obtenido dos monocadenas y a partir de ellas dos dúplex. Se vuelven a desnaturalizar dichas moléculas, por lo que ahora tendremos cuatro monocadenas, dos de ellas normales y dos de ellas con los fragmentos de nuestros dos primers (uno de ellos mutante). Se vuelve a producir la hebra que falta, pero ahora obtenemos una molécula duplex en la cual la polimerasa ha codificado la secuencia complementaria de nuestro primer mutante. Con esto, ya tenemos una molécula dúplex de DNA en la cual ambas hebras han cambiado unos pocos pares de bases con respecto a la salvaje. Este ciclo se sigue repitiendo un número determinado de veces, normalmente sobre las 40, y en ese momento la mutagénesis es detenida. Ya tenemos un número suficiente de cadenas de DNA mutadas como para considerar insignificantes a las cadenas no mutadas. Por último, la sección mutada del DNA se introduce en el organismo que hallamos elegido, normalmente una bacteria.

#### Ratones knockout
Un ratón knockout es un ratón de laboratorio en el cual los investigadores han inactivado un gen reemplazándolo o interrumpiendo su secuencia con una secuencia de DNA artificial. La pérdida de la actividad del gen puede causar cambios en el fenotipo del ratón, lo que incluye apariencia, comportamiento y diversas características físicas y bioquímicas. Los primeros ratones knockout fueron creados por M. Capecchi, M. Evans y O. Smithies en 1989, ganando por ello el Nobel de Medicina en 2007. 
Inactivar la función de un gen nos da información sobre la función de dicho gen. Se han usado en el estudio de diferentes tipos de cáncer, obesidad, enfermedades cardíacas, diabetes,…así como en el Parkinson. También se usan para probar diferentes terapias  y drogas que posteriormente se aplicarán a humanos, ya que compartimos una buena parte del genoma.
Tiene varias desventajas, entre ellas que puede ser que la alteración de un gen no produzca resultados visibles o que no sean aplicables al ser humano, además de que algunas inactivaciones impiden que se desarrolle el embrión del ratón.
En resumen, el proceso puede realizarse de dos formas distintas:
1. La llamada recombinación homóloga: se manipula un gen determinado en el núcleo de una célula madre embrionaria. Esto se hace introduciendo un trozo de DNA artificial que tenga una secuencia igual u homóloga  a la del gen. Esta secuencia homóloga se sitúa delante y detrás de la secuencia de DNA del gen existente en el cromosoma. La maquinaria nuclear de la célula reconoce las extensiones de la secuencia e intercambia el gen completo o parte del gen por el trozo de DNA artificial. Como el DNA artificial es inactivo, llevando solo un gen marcador, el intercambio anula la función del gen existente.
2. La denominada gene trapping: se manipula también un gen en la célula madre embrionaria, pero esta vez es al azar. Un trozo de DNA artificial con un gen marcador se inserta aleatoriamente en cualquier gen. El trozo de DNA impide que la maquinaria referente al RNA trabaje correctamente, por lo que no puede producir la proteína y su función se ve inactivada.

En ambas técnicas, el vehículo utilizado suele ser un vector viral modificado o un fragmento lineal de DNA bacteriano. Las células madre embrionarias alteradas se cultivan en el laboratorio para posteriormente inyectarlas en embriones de ratón en sus primeros estadios. Después se implantan en el útero de una hembra de ratón. Los ratones resultantes tienen algunos tejidos en los cuales el gen ha sido inactivado, y otros en los que el gen sigue cumpliendo su función. Para obtener un ratón knockout completo se deben cruzar estos ratones hasta obtener líneas puras en las que la mutación se encuentre en los dos cromosomas, es decir, que todos los tejidos tengan el gen inactivado (homocigotos).

### Fenocopia
Según la definición clásica, una fenocopia es un individuo cuyo fenotipo bajo unas determinadas condiciones ambientales es idéntico al de otro individuo cuyo fenotipo es determinado por su genotipo. Pero en este caso se refiere a la obtención de líneas de individuos con un gen inactivado, obteniendo toda una progenie de individuos mutantes que podremos estudiar. 
Fundamentalmente se usan dos mecanismos. Uno de ellos se basa en el t-RNA, que provoca que los niveles de mRNA bajen drásticamente y por lo tanto el gen no se pueda expresar, es decir se silencie. El otro mecanismo implica técnicas de genética química, siendo el objetivo de la fenocopia la misma proteína. Se basa en reducir la actividad del producto proteico del gen en estudio mediante la unión de una pequeña molécula inhibidora.

### TILLING
El TILLING (Targeting Induced Local Lesions IN Genomes) es una técnica que usa los métodos de la mutagénesis química tradicional para crear bibliotecas de individuos mutantes que se someterán a pruebas de alto rendimiento para descubrir las mutaciones. Se utiliza sobre todo en plantas, pero también se puede utilizar en animales como el C. elegans. 
El proceso se basa en la habilidad de una enzima especial de detectar desajustes en el DNA tanto normal como mutante.
En plantas, las semillas se tratan con etilmetanosulfonato (EMS) para generar una población de plantas con mutaciones aleatorias.  Seleccionando los fragmentos y amplificándolos con primers marcados fluorescentemente, se observan los heteroduplex desajustados formados entre el DNA normal y el mutado. A continuación se incuban con la endonucleasa CEL I de la planta, que parte el heteroduplex por las zonas en que se localizan los desajustes. Por último se analiza el DNA de las plantas para identificar los mutantes. 

#### Arabidopsis TILLING Project (ATP)
También conocido cono Seattle Tilling Project (STP). Se ocupa de mejorar el rendimiento de las distintas metodologías de TILLING, así como en la detección de las mutaciones. También se encargan de pedidos, es decir, les encargan producir mutaciones en distintos genes. Los análisis de las generaciones filiales, así como el desarrollo de las mismas, van a cagro del cliente.Los resultados son accesibles desde la base de datos de la Arabidopsis Information Resource.

### PCRi
Es una variacíón de la PCR que permite realizar una amplificación de las regiones que flanquean a ambos lados a una secuencia conocida de DNA. Se puede producir la PCR incluso cuando se conoce solo una secuencia  para elaborar los primers. Es especialmente útil para la determinación de inserciones. 
Primero, se identifica la región a analizar en la que la sección interna es conocida y las que la flanquean no lo son. El DNA se digiere en fragmentos de unas pocas kilobases por enzimas de restricción. Se induce el auto-ligamiento de esos fragmentos para generar un DNA circular y posteriormente se sigue con la PCR normal, con primers complementarios a las secciones de la secuencia interna conocida.

## Clonación
Antes de saber la clonación posicional y funcional tendremos que saber el significado de clonación.
La clonación  tiene diferentes significados en contextos biológicos si nos referimos al ámbito de la Ingeniería Genética, clonar es aislar y multiplicar en tubo de ensayo un determinado gen o, en general, un trozo de ADN.
En el contexto a que nos referimos, clonar significa obtener uno o varios individuos a partir de una célula somática o de un núcleo de otro individuo, de modo que los individuos clonados son idénticos o casi idénticos al original.

## Tipos de clonación
Son las diferentes formas de clonación que son: 
1. Partición(fisión) de embriones tempranos: analogía con la gemelaciónnatural. Los individuos son muy semejantes entre sí, pero diferentes a sus padres. Es preferible emplear la expresión gemelaciónartificial, y no debe considerarse como clonación en sentido estricto.
2. Paraclonación:transferencia de núcleos procedentes de blastómeros embrionarios o de células fetales en cultivo a óvulos no fecundados enucleados y a veces, a zigotos enucleados. El “progenitor” de los clones es el embrión o feto.
3. Clonación verdadera:transferencia de núcleos de células de individuos ya nacidos a óvulos o zigotos enucleados. Se originan individuos casi idénticos entre sí y muy parecidos al donante.

## Estrategias de clonación
Son métodos o procesos que se utilizan en la clonación dichos métodos o procesos son: clonación posicional y clonación funcional.

### Clonación posicional
La clonación funcional no siempre es posible. Cuando, como ocurre con la gran mayoría de enfermedades genéticas, se desconoce la base bioquímica del rasgo, hay que recurrir a otras estrategias, a menudo laboriosas. Como ejemplo, la clonación posicional de genes de enfermedades: consiste en ir estrechando el cerco al gen a partir de su localización cromosómica (genética inversa).
- Se parte de una colección de pedigrís en la que se ve la cosegregación del rasgo mutante respecto a múltiples marcadores genéticos polimórficos. En humanos, lo ideal es que la separación entre marcadores no sea mayor de 1cM. Luego, por paseo o salto cromosómico, se va uno acercando al gen.
- Identificación del gen mediante una serie de técnicas:

1. Zoo-blots
2. Islas de CpGsin metilar
3. Selección de ADNc
4. Atrapamiento de exones

Ejemplos de genes aislados por clonación posicional:
- Fibrosis quística
- Distrofia muscular de Duchenne
- Neurofibromatosistipo 1
- Alzheimer familiar
- Cloroidemia.

### Clonación funcional
Puede realizarse si se tiene la suficiente información acerca de los procesos bioquímicos involucrados en un rasgo monogénico. En este caso, se puede intentar de identificar el producto del gen afectado., y seleccionar el gen correspondiente de la genoteca.

## Otros usos y aplicaciones

### Farmacéutica
Uno de los mejores ejemplos del uso de las técnicas de genética inversa en la farmacéutica es el de la vacuna de la gripe aviar. En un caso normal, al virus se le haría crecer en huevos de gallina. Pero el llamado virus H5N1 es mortal en embriones de pollo, por lo que el virus que se destine a la producción de la vacuna se necesita de la genética inversa. Combina información genética  seleccionada del virus tomado de los casos reales con un virus de laboratorio. El virus que resulta del proceso es reconocido por el sistema inmunitario humano, de modo que provoca la respuesta pero no la enfermedad. También se puede modificar el virus de manera que no resulte letal para los embriones de pollo. Además, el virus tiene un crecimiento previsible en el laboratorio. Dicho virus será utilizado para elaborar las vacunas.
Además, la genética inversa acelera la producción de dichas vacunas, por lo que la respuesta ante una pandemia sería mucho más eficaz.

### Transgénicos
Las distintas técnicas de genética inversa son utilizadas también en la elaboración de especies transgénicas comerciales, ya que mediante el conocimiento de los genes de dichas especies se aumenta su productividad. Es decir, se manipulan las secuencias de modo que una planta pueda necesitar menos agua, por ejemplo, o que produzca más grano,… También son utilizadas en animales, pero en menor medida. Se debe tener cuidado al realizar la manipulación ya que por la complejidad de la regulación genética no es posible anticipar todos los efectos en la especie transgénica, por lo tanto debe estudiarse esta cuidadosamente. Podría por ejemplo producirse una acumulación de metabolitos en cantidades peligrosas.